# 8 Heures d'Indianapolis
Les 8 Heures d'Indianapolis sont une course d'endurance pour voitures de tourisme qui se tient en octobre sur le Indianapolis Motor Speedway. 

## Palmarès
| Année | Pilotess                                                | Voiture              | Ecurie                                     | Tour | Résultat | Réf.  |
| ----- | ------------------------------------------------------- | -------------------- | ------------------------------------------ | ---- | -------- | ----- |
| 2020  | Nicky Catsburg Connor De Phillippi Augusto Farfus       | BMW M6 GT3           | Walkenhorst Motorsport                     | 300  | Résultat | [ 1 ] |
| 2021  | Christopher Haase Patric Niederhauser Markus Winkelhock | Audi R8 LMS Evo      | Audi Sport Team Saintéloc                  | 265  | Résultat | [ 2 ] |
| 2022  | Daniel Juncadella Raffaele Marciello Daniel Morad       | Mercedes-AMG GT3 Evo | Mercedes-AMG Team Craft-Bamboo Racing (en) | 328  | Résultat | [ 3 ] |
| 2023  | Philipp Eng Sheldon van der Linde Dries Vanthoor        | BMW M4 GT3           | Team WRT                                   | 332  | Résultat | [ 4 ] |